# بونيرة صغيرة
البونيرة الصغيرة (الاسم العلمي:Parvaponera) هي جنس من الحشرات تتبع الفصيلة النمليات من رتبة غشائيات الأجنحة.

## أنواع البونيرة الصغيرة
- البونيرة الصغيرة العطرية
- بونيرة صغيرة مجوفة البقع
- البونيرة الصغيرة الداروينية
- البونيرة الصغيرة الشلدونية
- البونيرة الصغيرة المظنونة